# فلاح حسن زیدان
فلاح حسن زیدان (عربی: فلاح حسن الزيدان؛ زادهٔ ۱۹۶۸) سیاست‌مدار اهل عراق است. او وزیر کشاورزی عراق است.